# Eliot Schrefer
Œuvres principales
- Série Animal Tatoo

Eliot Schrefer, né le 25 novembre 1978 à Chicago dans l'Illinois, est un romancier américain de littérature d'enfance et de jeunesse.

## Œuvres

### SérieThe Ape Quartet
1. (en) Endangered, 2012
2. (en) Threatened, 2014
3. (en) Rescued, 2016
4. (en) Orphaned, 2018

### SérieThe Lost Rainforest
1. (en) Mez's Magic, 2018
2. (en) Gogi's Gambit, 2019
3. (en) Rumi's Riddle, 2020

### UniversAnimal Tatoo

#### SérieAnimal Tatoo
Chaque volume de cette série est écrit par un écrivain différent. Les auteurs des autres volumes sont : Brandon Mull (tome 1), Maggie Stiefvater (tome 2), Garth Nix et Sean Williams (tome 3), Shannon Hale (tome 4), Tui Sutherland (tome 5) et Marie Lu (tome 7).
1. La Chute, Bayard, 2016 ((en) Rise and Fall, 2014)

#### SérieLes Bêtes suprêmes(Animal tatoosaison 2)
Chaque volume de cette série est écrit par un écrivain différent. Les auteurs des autres volumes sont : V. E. Schwab (tome 2), Varian Johnson (en) (tomes 3 et 6), Jonathan Auxier (en) (tome 4), Sarah Prineas (tome 5), Christina Diaz Gonzalez (tome 7) et Sarwat Chadda (tome 8).
1. Gardiens immortels, Bayard, 2017 ((en) Immortal Guardians, 2015), trad. Anath Riveline

### SérieThe Darkness Outside Us
- Une nuit infinie, Rivka, 2024 ((en) The Darkness Outside Us, 2021), trad. Henri Gay et Julie Provot, 416 p.  (ISBN 978-2-493-89717-6)
- (en) The Brightness Between Us, 2024

### Romans indépendants
- (en) Glamorous Disasters, 2006
- (en) The New Kid, 2007
- (en) Hack the SAT, 2008
- (en) The School for Dangerous Girls, 2009
- (en) The Deadly Sister, 2010
- (en) Greek Fantasy Novel, 2011Sous le nom de E. Archer.
- Une nuit infinie, Rivka, 2024 ((en) The Darkness Outside Us, 2021), trad. Henri Gay et Julie Provot, 416 p.  (ISBN 978-2-493-89717-6)
- (en) Queer Ducks (and Other Animals), 2022
- (en) Charming Young Man, 2023